# Cor Hemmers
Cornelius (Cor) Hemmers (Breda, 24 augustus 1956) is een Nederlands kickbokstrainer en ondernemer.

## Biografie
Hemmers begon zijn vechtsporttraining met judo op de leeftijd van zes jaar en stapte op zijn vijftiende over naar het Kyokushin Karate. In 1976 begon Hemmers deel te nemen aan full-contact karate wedstrijden. In de jaren tachtig werden kickboksen en Muay Thai echter steeds populairder en maakte Hemmers de overstap naar deze sporten. Hemmers was nummer 1 gerankt in het lichtzwaargewicht bij de Muay Thai Bond Nederland. In zijn professionele kickbokscarrière van 29 partijen won hij er 25, verloor hij er 3 en eindigde 1 als onbeslist.
In 1984 opende Hemmers zijn eigen sportschool genaamd Maeng Ho-Hemmers Gym in Breda en werd later hoofdtrainer en co-manager bij het team Golden Glory. Hij heeft veel wereldkampioenen getraind in het kickboksen en mixed martial arts, waaronder zijn stiefzoon Ramon Dekkers, Stefan Leko, Alistair Overeem, Bas Rutten, Gökhan Saki en Semmy Schilt.
In 1990 startte Hemmers eveneens in samenwerking met zakenpartners Bas Boon en Joop Musterd een vechtsport-promotie bedrijf genaamd Oriental Fight Promotions. Met dit bedrijf promootte hij veel Martial Arts evenementen en co-produceerde hij exclusieve pan-Europese tv-programma's voor onder meer Screen Sport en Eurosport.
In april 2012 stopte Hemmers als professioneel trainer/manager en werd hij werkzaam bij de internationale kickboksorganisatie Glory als Head of Talent Operations en algemeen adviseur. Sindsdien wordt Hemmers Gym geleid door zijn zoon Nick Hemmers. Van 2016 tot 2020 was Hemmers de Managing Director Sports bij Glory Sports International.

## Trivia
- Hemmers heeft college wiskunde gestudeerd aan het Moller Instituut te Tilburg. Hij studeerde tevens rechten vanuit zijn dienstverband bij verzekeringsmaatschappij Meeus Holding, waar hij later mede bestuurslid werd van de ondernemingsraad.